# Knooppunt Zwijnaarde
De verkeerswisselaar van Zwijnaarde is een knooppunt tussen de A10/E40 en de A14/E17 nabij Zwijnaarde, een deelgemeente van de Belgische stad Gent. Het knooppunt is een typisch turbineknooppunt. Ruim een kilometer ten noorden van de wisselaar splitst de B401 zich af van de E17 tot in Gent-Centrum, dit knooppunt heeft ook een afrit (nr. 9) naar het Universitair Ziekenhuis Gent.
De verkeerswisselaar van Zwijnaarde is dan ook essentieel voor het verkeer van de E17 en de E40 dat in Gent moet zijn en het verkeer tussen de Belgische kust en Antwerpen (en verder naar Nederland).
Vanwege problemen met te kleine boogstralen is de snelheid hier en daar gelimiteerd (tot 70 km/u) en werd speciale antislipverharding aangebracht.
In 1970 schreef toenmalig minister Jos De Saeger een internationale wedstrijd uit voor het ontwerpen van een ruimtelijk monument aan de verkeerswisselaar. Beeldhouwer Vic Temmerman werd internationaal bekroond voor zijn ontwerp, maar uiteindelijk werd het nooit uitgevoerd.
| Aansluitende wegen         | Aansluitende wegen | Aansluitende wegen | Aansluitende wegen | Aansluitende wegen        |
| -------------------------- | ------------------ | ------------------ | ------------------ | ------------------------- |
| richting Oostende / Brugge |                    |                    |                    | richting Antwerpen / Gent |
|                            |                    |                    |                    |                           |
|                            |                    |                    |                    |                           |
|                            |                    |                    |                    |                           |
| richting Rijsel / Kortrijk |                    |                    |                    | richting Brussel / Aalst  |

Aalbeke · Antwerpen-Centrum · Antwerpen-Haven · Antwerpen-Noord · Antwerpen-Oost · Antwerpen-West · Antwerpen-Zuid · Arquennes · Battice · Beaufays · Beveren · Bois-d'Haine · Brugge · Cerexhe · Charleroi-Nord · Charleroi-Sud · Cheratte · Daussoulx · Destelbergen · Doornik · Familleureux · Fexhe-Slins · Gent-Centrum · Gouy · Grâce-Hollogne · Groot-Bijgaarden · Hautrage · Hauts-Sarts · Heppignies · Heverlee · Hoog-Itter · Houdeng-Goegnies · Jabbeke · Jemappes · Kortrijk-West · Kortrijk-Zuid · Leonardkruispunt · Loncin · Lummen · Machelen · Marcinelle · Marquain · Merelbeke · Moorsele · Neufchâteau · Ranst · Sint-Stevens-Woluwe · Strombeek-Bever · Thiméon · Ville-sur-Haine · Vottem · Wilrijk-Valaar · Zaventem · Zwijnaarde